# 타니아 포우티아이넨
타니아 툴리아 포우티아이넨(핀란드어: Tanja Tuulia Poutiainen, 1980년 4월 6일~)은 핀란드의 은퇴한 알파인 스키 선수이다. 핀란드 국가대표 선수로서 올림픽에 5회 참가했으며 2006년 동계 올림픽에서 여자 대회전 은메달을 획득했다. 또한 세계 선수권 대회에서 은메달 2개, 동메달 2개를 획득했다.